# Viola valderia
Viola valderia är en violväxtart som beskrevs av Carlo Allioni. Viola valderia ingår i släktet violer, och familjen violväxter. Inga underarter finns listade i Catalogue of Life.

## Bildgalleri

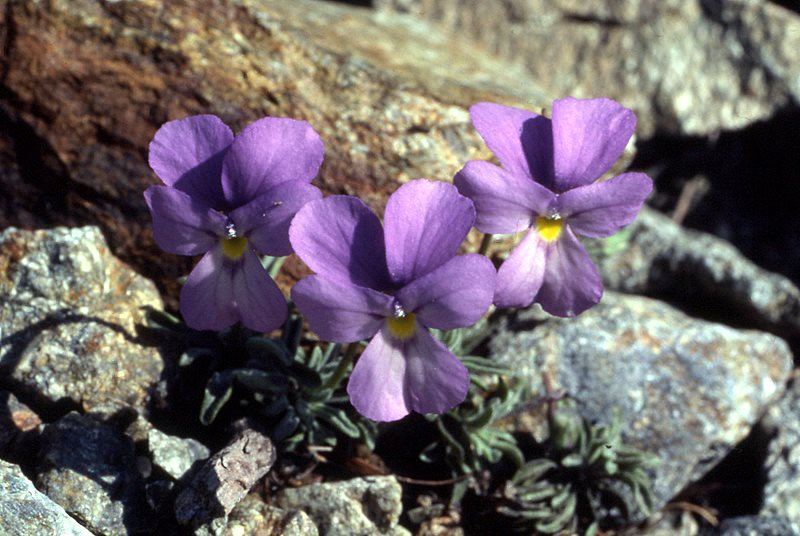